# André Wicky
André Wicky, né le 22 mai 1928 au Mont-sur-Lausanne et décédé le 14 mai 2016, est un pilote automobile suisse sur voitures de sport (Grand tourisme et Sport-prototypes) ainsi qu'à bord de Formule 1, qui est devenu directeur d'écurie. 

## Biographie
Garagiste à Lausanne, il débute en août 1956 en Course de côte à Ollon Villars sur une Triumph. Dès la saison suivante il est quatrième du Grand Prix des Frontières, sur Maserati A6GCS.
Entre 1961 et 1967, il est au volant à 10 reprises pour disputer des courses de Formule 1 hors championnat, sur Cooper T51, T53, Lotus 24 et Porsche Special, le plus souvent privées. Il termine 7e au Grand Prix automobile de Pau en 1963, 9e au Grand Prix de la Méditerranée encore en 1963 (alors exceptionnellement avec la Scuderia Filipinetti), et toujours 9e à Syracuse en 1965. 
En 1966, il obtient coup sur coup deux places de deuxième sur une semaine du mois de septembre, lors des 1 000 kilomètres de Paris puis du Trophée de Montjuïch, à bord d'une Porsche 906. L'année suivante la voiture est première à Dijon, puis deuxième du Grand Prix de Paris et de celui de Madrid. Pour 1968, après une troisième place aux 6 Heures de Barcelone (à Montjuïc), il passe sur 911 pour remporter la course internationale GT de Magny-Cours.
Il se produit aux 24 Heures du Mans à 10 reprises, entre 1960 et 1974. Bien que non classé il est premier de classe GT 2L. en 1960 avec son compatriote Georges Gachnang en AC Ace, puis il obtient une 21e place en 1973 sur Porsche 908 avec le marocain Max Cohen-Olivar et Philippe Carron (de). Ses deux premières courses ont lieu avec l'Écurie Lausannoise, et à partir de 1969 il court au Mans sous ses propres couleurs en Porsche (une tentative encore en 1975 sur De Tomaso Pantera échouera, lors des qualifications, près de trente ans après ses débuts). Le meilleur classement de son équipe dans l'épreuve mancelle est obtenu en 1971, avec Walter Brun (et Peter Mattli (de)) 7e sur une 907, année ou trois équipage de Wiky sont en course.
Lors des 12 Heures de Sebring, il est 12e en 1969 avec Gérard Larrousse et Jean Sage, année où l'équipage remporte la catégorie GT avec une 911 T. En 1970 il gagne les Coupes de Pâques SP/GT à Nogaro devant son équipier d'écurie Daniel Rouveyran (une 910 devant une 907).
Wicky s'impose ensuite encore lors du Grand Prix GT de la Corniche à Casablanca (Maroc) en 1971, sur Porsche 908, épreuve dont il termine déjà 2e en 1968 et 1970, ainsi que 3e en 1969. 
Il concourt également lors du Tour de France automobile en 1969 sur Porsche 911 T avec André Chenevière.
Tout au long de sa carrière il dispute des courses de montagne, remportant encore celle de Payerne en 1972, avec Porsche.
Parmi les coureurs suisse ayant défendu ses couleurs, sont entre autres a citer Edgar Berney, Chenevière et Carron.